# Aelia Eudocia
Aelia Eudocia Augusta (asi 401 – 20. nebo 21. října 460) byla císařovna Východořímské říše a manželka Theodosia II.
Původně se jmenovala Athenais. Narodila se v pohanském prostředí, její otec Leontius vyučoval na Platónské akademii. Po otcově smrti ji bratři připravili o její dědický podíl a odešla ke strýci do Konstantinopole. Aelia Pulcheria ji seznámila se svým bratrem, císařem Theodosiem. Athenais se nechala pokřtít, přijala jméno Eudocia a v roce 421 se Theodosia provdala. V roce 423 získala titul augusta.
Věnovala se literární činnosti, jedna její báseň se zachovala v lázních v Chamat Gader. Zasloužila se o založení Konstantinopolské univerzity v roce 425 a nechala také vybudovat chrám svatého Polyeukta. Podporovala monofyzitismus. V roce 438 vykonala pouť do Jeruzaléma a přivezla z ní ostatky svatého Štěpána. V roce 443 byla nařčena z nevěry, poté opustila hlavní město a zbytek života prožila v Jeruzalémě.
Měla tři děti, dospělosti se dožila pouze Licinia Eudoxia, která se stala v roce 437 císařovnou.
Antonio Vivaldi o ní složil operu Atenaide. Pravoslavná církev slaví její svátek 13. srpna.